# HD 165259
HD 165259 är en visuell dubbelstjärna belägen i den norra delen av stjärnbilden Paradisfågeln. Den har en kombinerad skenbar magnitud av ca 5,85 och är svagt synlig för blotta ögat där ljusföroreningar ej förekommer. Baserat på parallaxmätning inom Hipparcosuppdraget på ca 23,7 mas, beräknas den befinna sig på ett avstånd på ca 137 ljusår (ca 42 parsek) från solen. Den rör sig bort från solen med en heliocentrisk radialhastighet på 13 km/s.

## Egenskaper
Primärstjärnan HD 165259 A är en gul till vit stjärna i huvudserien av spektralklass F5 V. Den har en radie som är ca 2 solradier och har ca 41 gånger solens utstrålning av energi från dess fotosfär vid en effektiv temperatur av ca 6 000 - 7 500 K.